# François-André Danican Philidor
 Ez a cikk a sakkjátszmák algebrai lejegyzését alkalmazza.
François-André Danican Philidor (Dreux, 1726. szeptember 7. – London, 1795. augusztus 31.) francia sakkozó és zeneszerző volt. Kora legjobb sakkozójának tartották, bár a világbajnoki cím akkor még nem létezett. Könyve, az Analyse du jeu des Échecs (1749) sakkelméleti alapmű maradt legalább egy évszázadig.

## Életrajza
Udvari muzsikus családban született, amely már egy évszázada ontotta a tehetségeket. 6 évesen az udvari kórus tagjává választották Versailles-ban, ahol a zenészek között nem kevés sakkozó volt.
1740 körül kezdett sakkozni a sakkozók franciaországi „Mekkájában”, a Café de la Régence-ban. Itt történt, hogy játszott „új-angliai” barátja, Benjamin Franklin ellen is. Az akkori legjobb francia sakkozó, Legall de Kermeur tanította. Kezdetben De Kermeur bástya előnyt adott neki és így játszottak, de három év alatt Philidor annyit fejlődött, hogy utolérte mesterét, majd meg is előzte. 1747-ben Angliába látogatott, ahol 8-1 arányban megverte a híres szíriai játékost, Stammát, annak ellenére, hogy minden partiban hagyta világossal játszani és a döntetlen partikat Stamma győzelmének számolták. Philidor később elismerte, hogy a Stammával vívott mérkőzés nagyon hasznos volt számára.
1745-ben útra kelt Európába, ám sem Hollandiában, sem Angliában, sem Poroszországban nem akadt méltó ellenfele. Sajnos ebből az időszakból nem maradtak fenn játszmái. A húszéves Philidor tekintélye olyan nagy volt, hogy néhány vetélytársa előre elismerte fölényét.
Ámulatba ejtette kortársait azzal, hogy 1783-ban Londonban a St. James Street sakk klubjában szimultán játszott három partit vakon (a sakktáblát nem látva). Mindhárom ellenfele világossal játszott és a harmadik játékosnak gyalog előnyt adott. A szimultánról közjegyzővel hitelesíttetett emlékeztetőt készítettek, mivel a résztvevők attól tartottak, az utókor másképp nem hinné el, hogy ez lehetséges. Még idősebb korában, 67 évesen is képes volt rá, hogy két partit játsszon szimultán vakon, és mindkettőt megnyerte.
1749-ben adta ki híres sakk-könyvét. A második kiadás 1777-ben, a harmadik 1790-ben jelent meg. A könyv olyan ugrásszerű fejlődést jelentett a sakk elméletében, hogy 1871-ig legalább 70 kiadást ért meg és lefordították angolra, németre és olaszra. A könyvben Philidor kilenc különböző megnyitást elemzett. Legtöbb megnyitása erős védekező gyalogformációk kiépítését célozza a centrumban. Ő volt az első, aki felismerte a gyalogok jelentőségét – híres megfigyelése ez volt: „A gyalog a sakkjáték lelke.” Elemezte a futók és a bástyák bizonyos pozícióit, ami ma is alapeleme a sakkelméletnek (lásd Philidor-állás), és a gyalog nélküli végjátékokat. Róla nevezték el a Philidor-védelmet (1. e4 e5 2. Hf3 d6).